# أخطبوط أزرق الحلقات
الأخطبوط الأزرق الحلقات (الاسم العلمي: Hapalochlaena) هو جنس من الرخويات يتبع فصيلة الأخطبوطات من رتبة الأخطبوطيات.

## أنواع الأخطبوط الأزرق الحلقات
- أخطبوط أزرق الحلقات حزامي
- أخطبوط أزرق الحلقات هلالي
- أخطبوط أزرق الحلقات مبقع
- أخطبوط أزرق الحلقات بنغالي